# 金魚酒
金魚酒（きんぎょざけ）とは金魚が泳げるほど薄い酒の通称。
1937年に日中戦争が開戦されると、米不足のため酒の生産量が減少し、酒造所に対しても原料の米配給制度が実施される。さらに1943年の清酒製造業整備要項により全国の半数の酒造所が戦時下の国策として強制的に廃業させられた。これ以前より酒造所は国税庁の厳しい管轄下にあり、造石税は出来上がった酒に加水すればするほど税金が安くなる仕組みであった。原料となる米不足、酒造所の廃業による清酒の生産量低下、そのため酒造所>問屋>小売店>消費者と流通過程で次々と加水された結果、金魚酒と呼ばれるほど薄い酒が出回ってしまった。